# Centrale termoelettrica di Nera Montoro
La centrale termoelettrica di Nera Montoro è un impianto specializzato per la produzione di energia elettrica. È situata a Nera Montoro, frazione di Narni, vicino alla città di Terni.
La centrale elettrica di tipo a ciclo combinato cogenerativo, sfrutta i combustibili fossili (ovvero: petrolio, gas e carbone) per produrre energia elettrica, con una potenza maggiore di 50 MW. L'energia prodotta dalla centrale viene interamente inviata al Gestore dei Servizi Energetici. Il vapore prodotto viene invece inviato agli stabilimenti di Nuova Terni Industrie Chimiche e Alcantara S.p.A..
La centrale occupa nel complesso un'area di 8.000 m2 (di cui 3.676 m2 coperti).

## Storia
- 1997: costruzione della centrale; inizialmente la centrale termoelettrica di Nera Montoro è stata di proprietà della Sondel Spa (successivamente denominata Termica Narni);[1]
- 2001: la centrale termoelettrica di Nera Montoro ha ottenuto la certificazione UNI EN ISO 14001 per il settore della produzione di energia elettrica e vapore;[1]
- 2003: la centrale passa sotto la proprietà di Edison Spa;[1]
- marzo 2005: adesione all'EMAS (Eco-Management and Audit Scheme);[1]
- 2008: grazie ad un accordo siglato a fine 2007, assieme ad altri 6 impianti la centrale è stata ceduta a Cofathec Servizi, società facente parte del gruppo GDF Suez.[3]
- 2010: dal primo dicembre 2010 la ragione sociale di Cofathec Energia cambia in Cofely Italia a seguito della fusione con il Gruppo Elyo.